# Homoneura knowltoni
Homoneura knowltoni är en tvåvingeart som beskrevs av Miller 1977. Homoneura knowltoni ingår i släktet Homoneura och familjen lövflugor. Inga underarter finns listade i Catalogue of Life.